# Streptococcus
Liên cầu khuẩn là một chi vi khuẩn Gram dương hình cầu thuộc ngành Firmicutes và nhóm vi khuẩn axit lactic. Phân chia tế bào diễn ra dọc theo một trục duy nhất trong các vi khuẩn này, và do đó chúng phát triển trong chuỗi hoặc cặp, do đó tên tiếng Hy Lạp στρεπτός (streptos), có nghĩa là dễ dàng uốn cong hoặc xoắn, giống như một chuỗi (chuỗi xoắn).
Ngược lại tụ cầu khuẩn phân chia theo nhiều trục và tạo ra các cụm tế bào giống chùm nho. Hầu hết các liên cầu khuẩn âm tính với oxidase và catalase, và nhiều vi khuẩn kị khí tùy ý.

## Bệnh học và phân loại
Ngoài liên khuẩn gây viêm họng, các loài Streptococcus còn gây ra nhiều bệnh như đau mắt đỏ, viêm màng não, viêm phổi do vi khuẩn, viêm nội tâm mạc, viêm quầng, và fasciitis hoại tử (bệnh nhiễm trùng vi khuẩn 'ăn thịt'). Tuy nhiên, nhiều loài liên cầu khuẩn không gây bệnh là, và là một phần của quần sinh vật có trong cơ thể con người, ở miệng, da, ruột, thực quản. Hơn nữa, liên cầu khuẩn là một thành phần cần thiết trong sản xuất Emmentaler (pho mát Thụy Sĩ).